# دانیل ایگالی
دانیل ایگالی (به انگلیسی: Daniel Igali) (زادهٔ ۳ فوریه ۱۹۷۴) کشتی‌گیر بازنشستهٔ کشور کانادا است. ایگالی در دستهٔ ۶۹ کیلوگرم کشتی آزاد، مدال طلای المپیک ۲۰۰۰ سیدنی و قهرمانی مسابقات قهرمانی کشتی جهان را در سال ۱۹۹۹ کسب کرده‌است. او در سال ۲۰۰۷، در تالار مشاهیر کانادا و در سال ۲۰۱۲ نیز در تالار مشاهیر المپیک کانادا قرار گرفت.